# Рудолф Погачер
Рудолф Погачер (на немски: Rudolf Pogatscher) е австро-унгарски дипломат, работил на Балканите във втората половина на XIX век.

## Биография
Роден е на 31 юли 1859 година в Санкт Маргаретен, Щирия, Австрия. Следва в Ориенталската академия.
През 1882 година става помощник-консул, през 1884 – вицеконсул в генералното консулство в Пловдив, Източна Румелия, в 1887 г. – във Варна, България, в 1888 г. става изпълняващ длъжността консул в Битоля, Османската империя. През 1891 година е драгоман в Цариград. През 1897 става секретар на легацията, а през 1899 г. влиза в съвета на легацията.
През 1902 г. започва да работи в Министерството на императорския двор и външната политика, от 1905 г. е извънреден пратеник и пълномощен министър. От 1908 година е в Тайния съвет. От 1907 г. ръководи Югоизточния отдел, през 1912 година е главен ръководител на отделите I, III и IV. През 1916 г. му е възложена актуализацията на преговорите, свързани с мирните договори. В 1918 година е политически консултант на I секционен шеф.
Като пенсионер през 1921 г. е реактивиран от федералния канцлер и външен министър Михаел Майр и работи като негов съветник и представител във външното министерство. Като пенсионер през 1924 година е външнополитически консултант, като получава признание за изграждането на дипломатическата служба на Първата австрийска република. Умира след 1937 година.